# Meänkieli nyelv
A meänkieli nyelv finnugor nyelv, mely az uráli nyelvcsaládba, a finnségi nyelvek közé tartozik. Svédország egyik hivatalos kisebbségi nyelve (svéd neve „tornedalsfinska”). Más vélemények szerint viszont nincsen szó önálló nyelvről, csupán egy finn dialektusról.
A „meänkieli” szó szerinti jelentése: „a nyelvünk” (vö. ~ finn: „meidän kieli”). A meänkielit elsősorban Észak-Svédországban (Kiruna, Gällivare/Jellivaara, Pajala, Övertorneå és Haparanda/Haaparanta) vagyis a Tornio-völgyben (Tornedalen/Tornionlaakso) beszélik, emellett Északnyugat-Finnországban, valamint elvétve Svédország más városaiban.
A meänkieli eredete elsősorban az 1809-es haminai békére vezethető vissza, amikor a svéd királyság felbomlott és a későbbi Finnország részét képező területek Oroszországhoz kerültek, míg a Tornio-völgy Svédország kezén maradt, ezáltal politikailag és közigazgatásilag elszakadt a többi finnajkú területtől és az irodalmi-közéleti finn nyelv befolyása nem érte. (Ez a jelenség leginkább a csángó és a magyarországi magyar nyelv kapcsolatához viszonyítható, mivel a csángó-magyar is évszázadok óta külön úton fejlődik és a magyarországi nyelvújítás sem éreztette hatását a csángóknál.) Az idióma másik sajátossága, hogy nagyszámú svéd jövevényszót tartalmaz, bár a finn beszélt nyelv is szívesen vesz át és vett át szavakat a svédből, az irodalmi nyelv azonban ezek mellőzésére, finnesítésére törekszik.
A tornio-völgyi finn beszélőinek számát 40-70 000-re becsülik, emellett azonban sokan passzívan értik, sőt nemcsak a tornio-völgyi finnek, hanem sok svédországi lapp is beszéli második nyelvként. A meänkieli beszélői szinte kivétel nélkül legalább kétnyelvűek, elsősorban a svédet beszélik. A fiatalabb nemzedékek egyre kevésbé használják, illetve inkább csak passzívan értik meg.
A meänkieli amellett lett Svédország egyik hivatalos kisebbségi nyelve, hogy a standard finn nyelv is ilyen státust kapott. A két nyelv beszélői közötti alapvető történelmi különbség, hogy míg a finn köznyelvet beszélő svédországi finnek (ruotsinsuomalaiset) elsősorban a 20. század második felében munkavállalás céljából vándoroltak be Svédországba, addig a Tornio-völgyben élők az említett 1809-es történelmi eseménynek köszönhetően kerültek a határ túlsó oldalára.
Ezen a nyelven van iskolai oktatás, könyvkiadás. A meänkielit oktatják Stockholm és Umeå egyetemén is. A svéd rádiónak (Sveriges Radio) van meänkieli nyelvű adása. Az egyik legszorgalmasabb író, nyelvújító, "nyelvteremtő" a Pajalában élő Bengt Pohjanen.
A meänkielit és a nyelvi emancipáció támogatóit sok kritika éri, elsősorban azért, mert az ellenzők szerint a standard finn nyelv oktatása sokkal nagyobb lehetőségeket nyújtana a tornio-völgyieknek az irodalom, írásbeliség és a felsőfokú tanulmányok területén. Sokan nem is tekintik önálló nyelvnek, mivel a két idióma beszélői kölcsönösen megértik egymást, a különbségek kisebbek, mint a finn és az észt között, melyek ugyancsak mindkét nyelvű beszélők számára kölcsönösen érthetők.
Néhány példa a meänkieli és a finn nyelv köréből:
| meänkieli                         | finn      | (magyar)            |
| --------------------------------- | --------- | ------------------- |
| Ruotti                            | Ruotsi    | (Svédország)        |
| Ryssä                             | Venäjä    | (Oroszország)       |
| täälä                             | täällä    | (itt)               |
| kielelä                           | kielellä  | (nyelven)           |
| mie                               | minä, mä  | (én)                |
| met                               | me        | (mi)                |
| oon                               | on        | (van)               |
| mukhaan                           | mukaan    | (szerint)           |
| föörskuula (~ sv. förskola)       | esikoulu  | (~általános iskola) |
| kramatiikka                       | kielioppi | (nyelvtan)          |
| yniversiteeti (~ sv. universitet) | yliopisto | (egyetem)           |

## Névszóragozás
| eset    | szék          |               | kéz            | ló             |
| ------- | ------------- | ------------- | -------------- | -------------- |
| Nom.    | tooli         | loova         | käsi           | hevonen        |
| Gen.    | toolin        | loovan        | käen           | hevosen        |
| Part.   | toolia        | loovaa        | kättä          | hevosta        |
| Ess.    | toolina       | loovana       | kätenä         | hevosenna      |
| Akk. 1. | toolin        | loovan        | käen           | hevosen        |
| Akk. 2. | tooli         | loova         | käsi           | hevonen        |
| Transl. | tooliksi      | loovaksi      | käeksi         | hevoseksi      |
| Iness.  | toolissa      | loovassa      | käessä         | hevosessa      |
| Elat.   | toolista      | loovasta      | käestä         | hevosesta      |
| Illat.  | toohliin      | loohvaan      | kätheen        | hevosheen      |
| Adess.  | toolila       | loovala       | käelä          | hevosella      |
| Ablat.  | toolilta      | loovalta      | käeltä         | hevoselta      |
| Allat.  | toolile       | loovale       | käele          | hevoselle      |
| Abess.  | toolitta      | loovatta      | käettä         | hevosetta      |
| Kom.    | toolinheen    | loovinheen    | käsihneen      | hevosinheen    |
| Instr.  | (omin) toolin | (omin) loovin | (kaksin) käsin | (omin) hevosin |

## Igeragozás
Jelen időben néhány meänkieli ige ragozása. (tulla jön, nukkua alszik, hypätä ugrik, olla van)
|           | tulla   | nukkua  | hypätä    | olla   |
| --------- | ------- | ------- | --------- | ------ |
| mie       | tulen   | nukun   | hyppään   | olen   |
| sie       | tulet   | nukut   | hyppäät   | olet   |
| se / hään | tullee  | nukkuu  | hyppää    | oon    |
| met       | tulema  | nukuma  | hyppäämä  | olema  |
| tet       | tuletta | nukutta | hyppäättä | oletta |
| net / het | tuleva  | nukkuva | hyppäävä  | oon    |